# Ivan Benko
Ivan Benko, slovenski mlekarski strokovnjak, * 22. avgust 1901, Desenci, † 4. december 1972, Ljubljana.

## Življenje in delo
Po končani višji mlekarski šoli v Københavnu je delal v mlekarskih obratih v Ljubljani, Predosljah, na Ptuju in v Podnanosu, na mlekarski šoli v Škofji Loki, na Ministrstvu za kmetijstvo in na Kmetijskem inštitutu Slovenije. V letih 1937−1955 je s krajšimi presledki urejal Slovenski mlekarski list (COBISS) in vanj pisal članke, med drugimi tudi o zgodovini mlekarstva na Slovenskem. 